# Zak van Falaise
De Zak van Falaise (ook bekend als omsingeling van Falaise of Falaise pocket) was een veldslag tussen de geallieerden en de Duitsers in Normandië tijdens de Tweede Wereldoorlog, waarbij de Duitse legers in de tang werden genomen tussen de steden Falaise en Argentan. De gevechten leidden tot de definitieve geallieerde overwinning in Operatie Overlord, de geallieerde landing in Normandië. 

## Uitgangspositie

Kaart van het gebied tussen 6 en 17 augustus 1944

Na de succesvolle landing in Normandië bleek de verdere opmars van de geallieerden zeer moeizaam te verlopen. Pas na de geallieerde uitbraak in Operatie Cobra kwam er beweging in het front. Hitlers opdracht dat de Duitse troepen niet mochten terugtrekken, zorgde ervoor dat de bij Operatie Cobra uitgebroken Amerikaanse eenheden onder George Patton op hun zuidflank bijna geen tegenstand ondervonden. Intussen begon Bernard Montgomery met Operatie Totalize een aanval tegen de Duitse eenheden bij Caen. Dit bracht twee Britse pantserdivisies ver genoeg naar voren om bedreigend te worden voor de achtergelegen delen van de Duitse linie.
Door de combinatie van beide aanvallen liepen 28 Duitse infanteriedivisies en 11 pantserdivisies het risico in een geallieerde tangbeweging genomen te worden. Na het afbreken van Operatie Lüttich kreeg het Duitse 5e Pantserleger bevel, in zuidwestelijke richting aan te vallen, hoewel het daarmee het risico liep, tussen Falaise en Argentan ingesloten te worden door geallieerde strijdkrachten.
In zijn oorlogsdagboek schreef veldmaarschalk Von Kluge:
"Unglaublichkeit einer großen militärischen Streitkraft [...], die in Seelenruhe einen Angriff plant, während der Feind weit hinter ihr eifrig eine Schlinge bildet, um sie zu strangulieren." (Ongelofelijk dat een grote militaire strijdmacht [...] rustig een aanval beraamt, terwijl de vijand ver achter hem gretig een strop vormt om ze te wurgen).

## De insluiting
Op 8 augustus bereikte Pattons 5e pantserdivisie Le Mans, die daar aansloot bij de Franse 2e pantserdivisie onder Leclerc. Bradley en Montgomery kwamen op dezelfde dag overeen, te proberen het Duitse leger ten westen van de Seine in te sluiten. Pattons beide pantserdivisies zouden daar op Montgomery's divisies aansluiten, die evenwijdig vanuit Caen in zuidwestelijke richting zouden draaien, en zich dan vanuit Le Mans naar het noorden zouden wenden. Pattons 15e korps zwenkte nu 90 graden naar Argentan, terwijl zijn overige divisies naar de Seine doorstootten. Hierdoor kon Bradley zowel een korte als een lange tangbeweging opzetten. De lange tangbeweging was bedoeld voor de uit Falaise ontkomende Duitse troepen.
Op 16 augustus ontvingen de Duitse troepen van Hitler bevel tot een terugtocht in drie fasen:
1. Allereerst een terugtocht van alle Duitse troepen westelijk van de Orne.
2. Aansluitend een terugtocht over de Dives.
3. Ten slotte het oversteken van de Seine.

Het 2. SS-pantserkorps moest het gebied ten oosten van Falaise houden, om de aftocht uit Falaise mogelijk te maken. Dit bevel kwam te laat, omdat het oversteken van drie rivieren onder artilleriebeschieting geen uitzicht op succes had, en omdat door het geallieerde luchtoverwicht er overdag geen grote Duitse troepenverplaatsingen mogelijk waren.
Bradley gaf Pattons 15e korps opdracht ten noorden van Argentan halt te houden. Hierdoor bleef een strook van 25 kilometer breed open waardoor Duitse troepen konden proberen te ontkomen. Vooral delen van de 12. SS-Panzer-Division Hitlerjugend en het Canadese 1e Leger leverden gedurende verschillende dagen verbitterde gevechten. Gedurende deze gevechten sloot de Poolse 1e Pantserdivisie de omsingeling, om de vlucht van de Duitse troepen te verhinderen. Onder de geconcentreerde aanvallen van de 2. SS-Panzer-Division Das Reich en andere SS-divisies konden ook de geharde en ervaren Polen, die omsingeld waren geraakt bij Mont-Ormel, echter niet verhinderen dat een aantal SS-eenheden uitbrak, die daarbij wel grote verliezen leden doordat ze beschoten konden worden door de Polen die het hoger gelegen gebied in handen hielden. Meer dan 5000 Duitsers, waaronder een divisiecommandant, werden door de Polen krijgsgevangen gemaakt. Tussen 18 augustus en 21 augustus slonk het terrein voor het omsingelde Duitse leger tot een 8 km brede strook. Dagelijks werd deze met 80.000 granaten beschoten en voortdurend vonden er luchtaanvallen plaats. Toch wisten er in navolging van de 2e SS-pantserdivisie nog enkele Duitse eenheden te ontkomen.
Op 1 september eindigde de strijd. Het Duitse 7e leger was praktisch vernietigd.

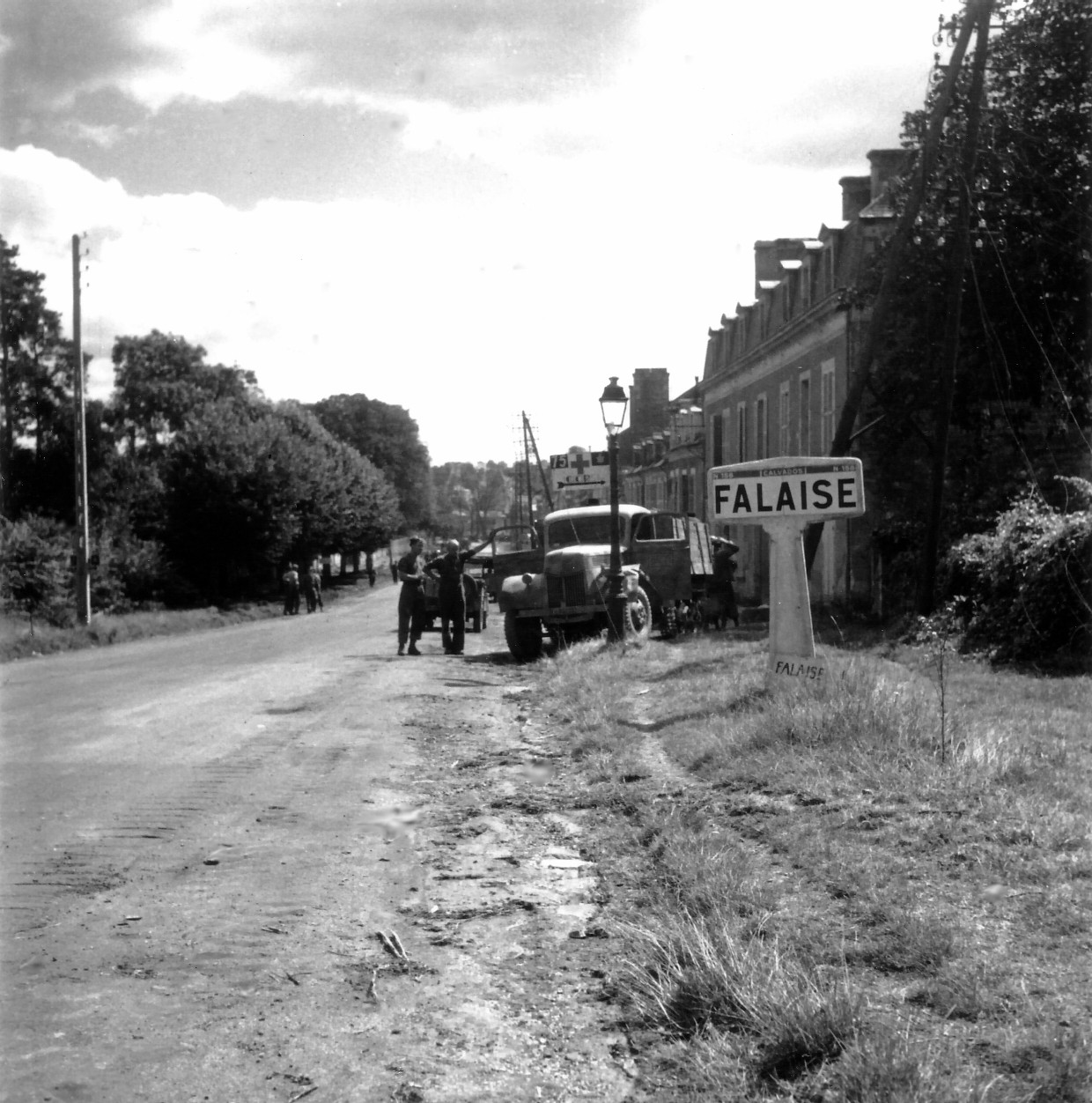
Canadese soldaten in Falaise op 14 augustus 1944
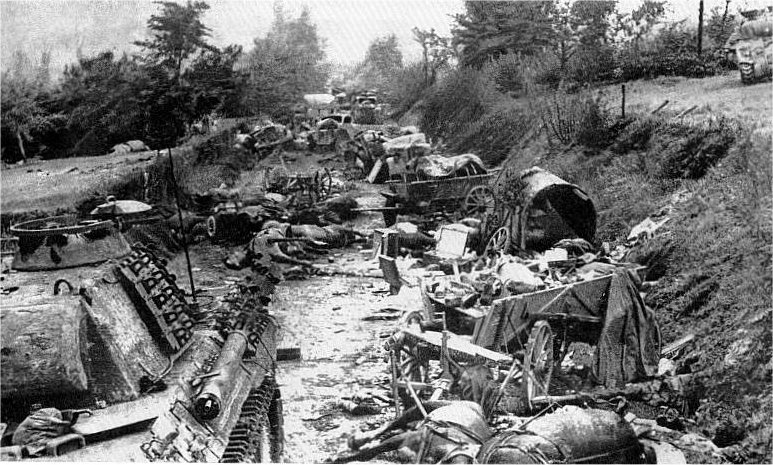
Duitse colonne bij Mont-Ormel, vernietigd door de Poolse 1e Pantserdivisie